# Venray
Venray (limburguès Venroj) és un municipi de la província de Limburg, al sud-est dels Països Baixos. L'1 de gener del 2009 tenia 39.250 habitants repartits sobre una superfície de 146,36 km² (dels quals 0,73 km² corresponen a aigua). Limita al nord amb Sint Anthonis (NB), Gemert-Bakel (NB) i Boxmeer (NB), a l'est amb Meerlo-Wanssum i al sud amb Deurne (NB) i Horst aan de Maas. 	

## Centres de població
Castenray, Heide, Leunen, Merselo, Oirlo, Oostrum Lb, Smakt, Venray, Veulen, Vredepeel i Ysselsteyn. L'1 de gener de 2010 se li afegiran els centres de Wanssum, Blitterswijck i Geijsteren.

## Ajuntament l'1-1-2010
El consistori és format per 27 regidors:
- CDA - 10 regidors
- Plaatselijk Progressief in het Kwadraat (PP2) - 4 regidors
- PvdA - 4 regidors
- Samenwerking Venray - 4 regidors
- VVD - 2 regidors
- SP - 2 regidors
- InVentief - 1 regidor